# Bruce Wells
Bruce Wells (* 1968) ist ein US-amerikanischer Semitist.

## Leben
Er erwarb 1989 den B.A. am Pensacola Christian College in Religionswissenschaft und 1997 den M.A. am Trinity Evangelical Divinity School in Semitistik (Masterarbeit The Connection between Deuteronomy 24:1–4 and the Book's Other Laws on Sexual Relations (Betreuer: Richard E. Averbeck)) und 2003 den Ph.D. an der Johns Hopkins University in Nahoststudien (Dissertation: The Law of Testimony in the Pentateuchal Codes (Betreuer: Raymond Westbrook, Peter Kyle McCarter)). Er lehrt an University of Texas at Austin, Department of Middle Eastern Studies (seit 2018 Associate Professor), am Gustavus Adolphus College, Department of Religion (2003–2005 Visiting Assistant Professor) und an der Saint Joseph’s University, Department of Theology and Religious Studies (2015–2018 Professor, 2011–2015 Associate Professor, 2005–2011 Assistant Professor).
Seine Forschungsschwerpunkte sind historische und kulturelle Kontexte der hebräischen Bibel; Pentateuchal-Studien; biblisches Gesetz; Priesterliteratur; Wirtschafts-, Verwaltungs- und Rechtssysteme des alten Israel und Mesopotamiens; Ehe, Geschlecht und familiäre Beziehungen in der Antike und Religion und Recht.

## Schriften (Auswahl)
- The law of testimony in the Pentateuchal codes. Wiesbaden 2004, ISBN 3-447-05056-X.
- als Herausgeber mit F. Rachel Magdalene: Law from the Tigris to the Tiber. The writings of Raymond Westbrook. Winona Lake 2009, ISBN 978-1-57506-177-1.
- mit Raymond Westbrook: Everyday law in biblical Israel. An introduction. Louisville 2009, ISBN 0-664-23497-6.
- mit F. Rachel Magdalene und Cornelia Wunsch: Fault, responsibility, and administrative law in late Babylonian legal texts. University Park 2019, ISBN 978-1-57506-990-6.